# Krauses Weihnacht
Krauses Weihnacht ist ein deutscher Fernsehfilm aus dem Jahr 2022 und der neunte und letzte Film des Regisseurs und Autors Bernd Böhlich in der Filmreihe um den pensionierten Polizeihauptmeister Krause, der von dem Schauspieler Horst Krause unter seinem bürgerlichen Namen gespielt wird. Die Filmkomödie wurde am 16. Dezember 2022 im Rahmen der Reihe Endlich Freitag im Ersten erstmals im Fernsehen ausgestrahlt.

## Handlung
Als Horst Krause mit seinem Motorrad unterwegs ist, findet er auf der Landstraße die aus dem „Kinderhaus Sonnenschein“ im Nachbardorf ausgerissene Tilla und bringt sie dorthin zurück. Dort weist er die Kinder zurecht, die sich über Tilla lustig gemacht haben. Da das Mädchen musikalisch begabt ist, kümmert er sich darum, dass sie zu Fanny, deren Vater inzwischen verstorben ist, in die Musikschule kommt. Um den Kinderhaus-Bewohnern eine Freude zu bereiten, lädt Krause sie spontan in den Gasthof ein, wovon dessen Wirtin Paula nicht sehr begeistert ist, da sie nicht darauf vorbereitet war.
Paulas Sohn Timo freundet sich mit dem gleichaltrigen Samuel an und will seine Eltern überreden, Samuel zu adoptieren. Doch dessen vergnügungsfreudige Mutter, die ihn vernachlässigt hatte, will ihn nun zurückhaben, was bei dem Jungen zunächst nicht auf Gegenliebe trifft, denn allzu oft hatte ihn seine Mutter enttäuscht. 
Krause verschafft ihr einen Job als Kellnerin bei Paula im Gasthof, Elsa und Meta kümmern sich derweil um ihre vernachlässigten Finanzen. Schließlich fasst Samuel wieder Vertrauen zu seiner Mutter. Paula und Thomas entscheiden sich nun, Mäxchen zu adoptieren. Zu ihrer Überraschung stellt Paula fest, dass sie schwanger ist. Doch ändert dies nichts an ihrer Entscheidung für den kleinen Max. Voller Freude teilen Thomas und Paula den anderen mit, dass sie bald doppelten Zuwachs bekommen werden.

## Produktion
Die Dreharbeiten fanden vom 8. Februar bis zum 11. März 2022 u. a. im Kinderhaus „Weiße Taube“ in Bollersdorf in der Gemeinde Oberbarnim und im Schlösschen von Ihlow (Oberbarnim) im Landkreis Märkisch-Oderland, im Gasthof Naase in Gröben im Landkreis Teltow-Fläming, in der Märkischen Schweiz und in Berlin-Buckow statt.

## Rezeption

### Kritiken
Wilfried Geldner schrieb bei prisma.de: „Rührung darf sein, jedoch ohne alles Weihnachtsglockengeklingel. … Der Atem ist schwerer geworden nach all den Jahren, aber noch einmal zeigt Horst Krause seine ganz spezielle Kraft. Souverän setzt er ein letztes Mal seine Generalpausen. Probleme bringt er stets nach dem Kommando ‚Wir müssen reden!‘ zum Guten. (…) Gut, dass Krause immer wieder mal dazwischenfunkt, wenn es gar zu rührend wird. Er ist der Sprechpausen-Weltmeister, der Meister des Überraschens, der stets das Gute will und prompt das Gute schafft. Als letzter Pädagogenpascha darf er da gerne auch mal im Ohrensessel sitzen und mit allen zusammen ‚O Tannenbaum‘ singen. Genug geleistet hat er ja.“
Beim Tagesspiegel meinte Kurt Sagatz: „Selbst im öffentlich-rechtlichen Fernsehen waren die Filme mit Ex-Polizeihauptmeister Horst Krause eine Besonderheit. Was Horst Krause und seine beiden Schwestern Elsa (Carmen-Maja Antoni) und Meta (Angelika Böttiger) in Schönhorst erlebten, hat sicherlich nicht die Welt, aber die Herzen bewegt.“
Bei der Berliner Zeitung meinte Torsten Wahl: „‚Krauses Weihnacht‘ beschwört die guten, alten Zeiten und verteufelt das Stadtleben. Es ist ein unwürdiger Abschluss für die beliebte Filmreihe der ARD. […] Der Mann, der immer mal wieder Rückblicke in sein Leben gewährte und sich dabei auch mal selbst infrage stellte, wirkt zum Schluss nicht mehr wie ein gestrenger Dorfpolizist, sondern wie ein moralisierender Dorfpastor, der alle verirrten Schäfchen mit strenger Hand und harter Arbeit auf den rechten Weg zurückführt. […] Doch der Kitsch hat im Finale den Witz verdrängt, statt ulkiger Dialoge setzt es diesmal Sinnsprüche, die sich jeder in gestärkte Leinentücher sticken und in der Küche aufhängen kann: ‚Das Leben ist wie ein Mosaik: Letzten Endes passt alles zusammen‘. In ‚Krauses Weihnacht‘ passt tatsächlich alles zusammen – aber ein originelles oder überraschendes Mosaik ist es nicht.“
Tilmann P. Gangloff schrieb auf Tittelbach.tv: „Da ein Weihnachtsfilm ohne Schnee nur ein halbes Vergnügen ist, musste kräftig nachgeholfen werden, weshalb die Gegend rund um Schönhorst fast schon kitschig mit Puderzucker überzogen ist. Einige Schneebilder sind allerdings echt, weil sie im Winter zuvor „auf Vorrat“ gedreht worden sind. Mit dem eingespielten Ensemble sowie den erfahrenen neuen Mitwirkenden dürfte Böhlich dagegen keine Probleme gehabt haben, weshalb sich zum Beispiel die buchstäblich stille Romanze zwischen Meta und dem von Christian Grashof verkörperten Jäger Friedhelm getreu der Devise ‚Wer schweigt, streitet nicht‘ sehr subtil entwickelt. „Krauses Weihnacht“ ist wie gewohnt ganz ohne Tralala inszeniert, doch dafür sind auch die drei Kinder gut geführt.“

### Einschaltquote
Die Erstausstrahlung von Krauses Weihnacht wurde in Deutschland am 16. Dezember 2022 von 4,96 Millionen Zuschauern gesehen und erreichte somit einen Marktanteil von 17,7 Prozent für Das Erste.